# Fuerza Aeroespacial del Cuerpo de la Guardia Revolucionaria Islámica
La Fuerza Aeroespacial del Cuerpo de la Guardia Revolucionaria Islámica o la Fuerza Aérea y Espacial del Cuerpo de la Guardia Revolucionaria Islámica (IRGCASF; persa : نیروی هوافضای سپاه پاسداران انقلاب اسلامی , romanizado :  niru-ye havâfazây-e sepâh-e pâsdârân- e enghelâb-e eslâmi , oficialmente acrónimo NEHSA) es la fuerza estratégica de misiles, aire y espacio dentro del Cuerpo de la Guardia Revolucionaria Islámica (IRGC) y una de las dos fuerzas aéreas de Irán, paralela a la Fuerza Aérea de la República Islámica de Irán. Pasó de llamarse Fuerza Aérea del IRGC a Fuerza Aeroespacial del IRGC en 2009.